# Madonnentaler

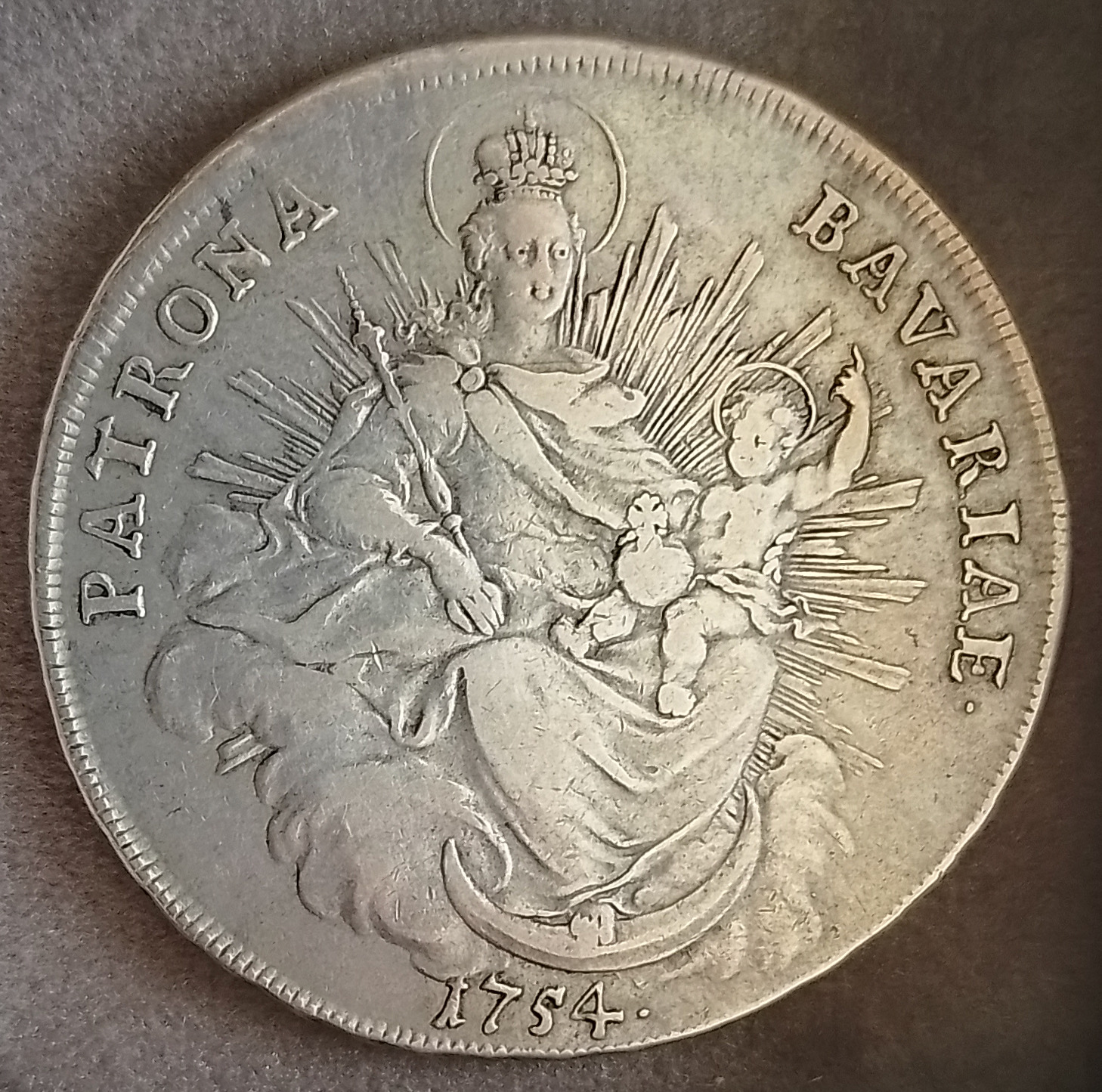
Madonnentaler von 1754

Madonnentaler sind Silbermünzen im Wert eines Talers, die auf der Rückseite das charakteristische Motiv einer Madonna mit dem Jesuskind zeigen. Geprägt wurden die Münzen vom 16. bis ins 19. Jahrhundert in unterschiedlichen europäischen Ländern. Besondere Verbreitung fanden Madonnentaler in Oberitalien, Ungarn und vor allem in Bayern, wo die Muttergottes als „Patrona Bavariae“ Schutzheilige des Landes war. 
Die meisten deutschen Madonnentaler stammen aus den Prägewerkstätten der bayerischen Kurfürsten Maximilian III. Joseph (1745–1777) und Karl Theodor (1777–1799). Hier trägt die Madonna üblicherweise Krone und Zepter und thront mit dem Jesuskind auf dem Schoß in einem Strahlenkranz.
Gerade im katholischen Bayern war die Münze wegen ihres Motivs sehr beliebt. Dem Madonnentaler wurden sogar besondere Heilkräfte zugesprochen. Er wurde deshalb gerne als Amulettmünze verwendet oder zur Heilung auf Wunden gelegt. Außerdem kratzten die Menschen Silber von Madonnentalern ab, das man dann in Tinkturen oder Salben mischte und den Kranken zur Heilung gab. Die charakteristischen Kratzer, die dabei auf der Oberfläche entstanden, sind auch heute noch häufig auf Sammlerstücken zu sehen.